# Máy bay tiêm kích cường kích

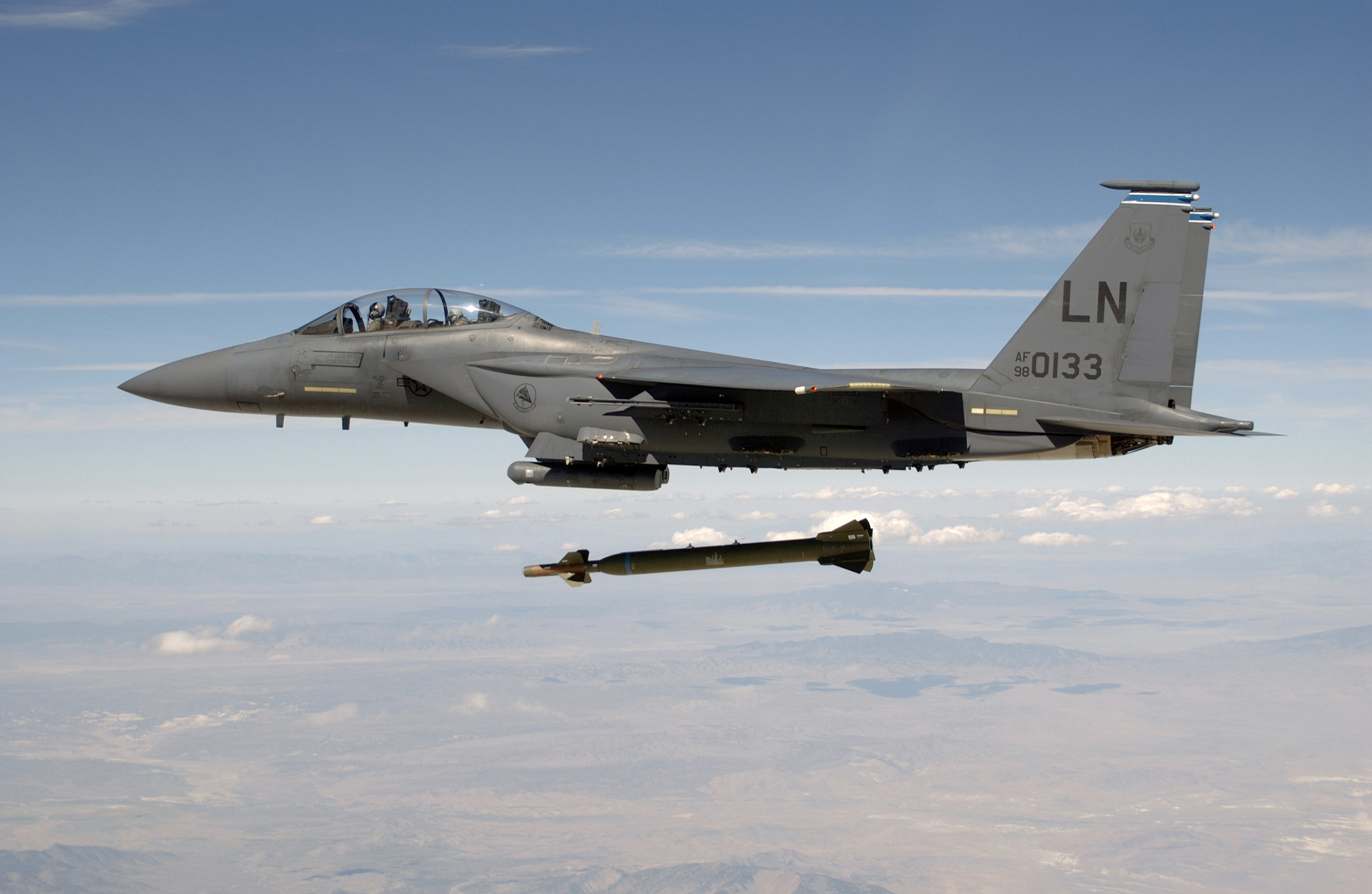
F-15E Strike Eagle của Không quân Hoa Kỳ đang thả bom điều khiển dẫn đường chính xác GBU-28.

Theo cách nói quân sự hiện nay, máy bay tiêm kích cường kích là máy bay tiêm kích đa năng được thiết kế để có thể hoạt động trong vai trò máy bay cường kích và máy bay tiêm kích chiếm ưu thế trên không. Về mặt chủng loại, nó khác với máy bay tiêm kích-ném bom. Khái niệm máy bay tiêm kích cường kích có liên quan chặt chẽ tới khái niệm máy bay ngăn chặn (interdictor), nhưng nó tập trung nhiều hơn vào khả năng không chiến (giống như một máy bay tiêm kích đa năng).

## Lịch sử
Bắt đầu từ thập niên 1940, thuật ngữ "máy bay tiêm kích cường kích" đôi khi được sử dụng trong hải quân để chỉ các máy bay tiêm kích có khả năng thực hiện các cuộc tấn công không đối đất, ví dụ như Westland Wyvern, Blackburn Firebrand và Blackburn Firecrest.
Thuật ngữ "máy bay tiêm kích cường kích chiến thuật hạng nhẹ (LWTSF)" được sử dụng để mô tả máy bay đáp ứng thông số kỹ thuật NBMR-1 của NATO vào tháng 12 năm 1953. Trong số các máy bay được gửi đi tham dự cuộc thi đánh giá NBMR-1 có Aerfer Sagittario 2, Bréguet 1001 Taon, Dassault Étendard VI, Fiat G.91 và Sud-Est Baroudeur.

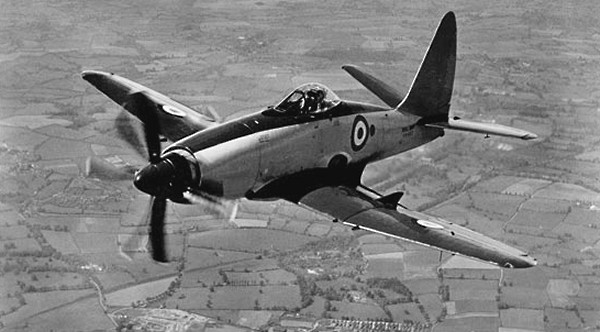
Westland Wyvern

Thuật ngữ này được sử dụng bình thường trong Hải quân Hoa Kỳ vào cuối thập niên 1970, trở thành mô tả chính thức cho chiếc McDonnell Douglas F/A-18 Hornet. Năm 1983, Hải quân Mỹ thậm chí còn đổi tên mỗi Phi đội Tiêm kích Tấn công hiện có thành Phi đội Tiêm kích Cường kích để nhấn mạnh vào nhiệm vụ tấn công mặt đất (vì cách gọi "Máy bay tiêm kích tấn công" bị nhầm lẫn với "Máy bay tiêm kích" - vốn chỉ tập trung vào nhiệm vụ tác chiến không đối không thuần túy).
Thuật ngữ này sau đó dần lan rộng sang sử dụng ngoài lĩnh vực hàng hải. Khi F-15E Strike Eagle đi vào hoạt động, ban đầu nó được gọi là "máy bay tiêm kích vai trò kép", nhưng về sau nó nhanh chóng được biết đến như một "máy bay tiêm kích cường kích".

### Máy bay tiêm kích Cường kích Hiệp đồng (Joint Strike Fighter)
Năm 1995, chương trình Công nghệ Cường kích Tiên tiến Hiệp đồng (Joint Advanced Strike Technology program) của quân đội Mỹ đổi tên thành chương trình Máy bay tiêm kích Cường kích Hiệp đồng (Joint Strike Fighter program). Do đó, dự án đã dẫn đến việc phát triển dòng máy bay tiêm kích đa năng thế hệ thứ năm F-35 Lightning II với khả năng tàng hình để thực hiện các nhiệm vụ tấn công mặt đất, trinh sát và phòng không.

## Máy bay tiêm kích cường kích hiện đại
- Boeing F-15EX Eagle II
- McDonnell Douglas F-15E Strike Eagle
- Boeing F/A-18E/F Super Hornet
- Lockheed Martin F-35 Lightning II
- Sukhoi Su-30MKK
- Sukhoi Su-34
- Shenyang J-16
- TAI TF-X Kaan